# Violeta Szekely
Pour les articles homonymes, voir Szekely.
Violeta Szekely, née Beclea le 26 mars 1965 à Dolheștii Mari, est une athlète roumaine, évoluant sur 1500 mètres et 800 mètres.
Grande spécialiste de la salle, elle remporte quatre médailles d'argent lors des mondiaux en salle, trois sur 1 500 mètres en 1993, 1999 et 2001 et une sur 800 mètres en 1991, et une médaille de bronze sur 800 mètres en 1987. 
À ces médailles mondiales, elle ajoute un titre européen en salle en 2000. Mais elle obtient ses meilleurs résultats après une suspension de trois ans à partir du 15 février 1995 pour usage de drogue. 
En 2000, elle obtient la médaille d'argent sur 1 500 mètres aux Jeux olympiques 2000 à Sydney avant de réaliser sa meilleure saison en 2001 avec une médaille d'argent sur 1 500 mètres aux mondiaux d'Edmonton. Mais surtout, elle remporte la Golden League 2001, en remportant les sept meetings. 

## Palmarès
- Jeux olympiques d'été
  -     -  Médaille d'argent sur 1 500 mètres aux Jeux olympiques 2000 à Sydney
- Championnats du monde d'athlétisme
  - Championnats du monde d'athlétisme 2001 d'Edmonton
    -  Médaille d'argent sur 1500 mètres

  - mondiaux en salle
    -  Médaille de bronze sur 800 mètres en 1987 à Indianapolis
    -  Médaille d'argent sur 800 mètres en 1991 de Séville
    -  Médaille d'argent sur 1500 mètres en 1993 à Toronto
    -  Médaille d'argent sur 1500 mètres en 1999 à Maebashi
    -  Médaille d'argent sur 1500 mètres en 2001 à Lisbonne

  -  Championnats d'Europe en salle
    -  Médaille d'or sur 1500 mètres en 2000
    -  Médaille de bronze sur 1500 mètres en 1998
    -  Médaille de bronze sur 800 mètres en 1990
- autres
  - vainqueur de la Golden League 2001